# Virtual Bart
Virtual Bart è un videogioco ispirato alla serie animata I Simpson, pubblicato nel 1994 per Super NES e Sega Mega Drive, ed è il primo ad utilizzare dialoghi registrati dai veri doppiatori della serie (Nancy Cartwright e Dan Castellaneta).